# 福尔波
福尔波控股公司（Forbo Holding AG）是一家总部位于瑞士巴尔的地板、传送带、粘合剂制造商。

## 历史
该公司成立于1928年，由德国、瑞典和瑞士的三个油毡制造商合并而成，新公司名为欧陆亚麻材料联合公司（Continentale Linoleum Union）。
1950年代，该公司开始生产地毯和塑胶地板。1974年左右，公司改名福尔波。1994年，它收购传送带生产商西格林（Siegling）。